# 정병규 (출판인)
정병규(1946년 ~ )는 대한민국의 출판인이자 북디자이너이다. 서라벌예술대학 문예창작학과를 거쳐 고려대학교 불문학과를 졸업했으며, 민음사 편집부장, 홍성사 주간 등으로 근무했다. 현재는 정병규디자인 대표이며 중앙일보 아트디렉터로 활동하고 있다.
1975년 월간 <소설문예> 편집부장으로 출판계에 발을 들였다. ‘책이 좋아 많이 읽다 보니 직접 만들고 싶어져’ 뒤늦은 나이에 디자이너가 됐다. ‘북 디자인’이란 용어조차 낯설던 1970년대 후반부터 북 디자인 영역을 개척해온 그의 손을 거쳐 세상에 나온 책만 해도 3000여 종에 이른다. 때문에, 북디자인계의 개척자라는 평가를 받고있다. 정병규는 프랑스 파리의 에스티엔느에서 타이포그래피를 공부하고 돌아와 1984년 2월엔 공식적으로  ‘정병규 디자인’을 설립, 현재까지 왕성하게 활동 중이다. 최근 자신의 이름을 내건 정병규학교를 개교했다.
대표적인 작품은 황수산의 부초, 소설가 최인호의 역사소설 《해신》의 표지이다.
정병규는 편집자 커뮤니티 북에디터 출판강좌에서 북디자인을 다음과 같이 규정한 바 있다.
북 디자인의 다른 이름이라 할 수 있는 타이포그라피에 대한 관심이 고조되고 있는 지금 우리는 한글의 구체적인 조형적 결합물로서 우리의 책에 대한 인식을 다시금 새롭게 하지 않으면 안 되겠다. 오늘날 우리의 한글 타이포그라피의 상황은 감히 말하자면 혁명적인 시기에 있다고 볼 수 있겠다. 한글 창제 이후 그 어느 때에 과연 이러한 변혁이 있었던 가를 생각해 보면 이 말에 수긍이 갈 것이다. 70년 후반이래 계속되고 있는 한글 가로쓰기의 정착과 이에 대한 새로운 문제점의 제기와 이를 해결하기 위한 노력들이 바로 그 현장이다.북 디자인은, 크게 말하자면 출판 디자인은 이제부터 비주얼 커뮤니케이션에 관심을 가진 모든 디자이너들의 출발점이 되어야 할 것이다. 북 디자인, 혹은 출판 디자인이 모든 그래픽 디자인의 '기초적인 원점'이라는 말이 상식이 되는 날이 오기를 기대한다.-제1강 북 디자인은 모든 그래픽 디자인의 원점이다